# Zeven diakens

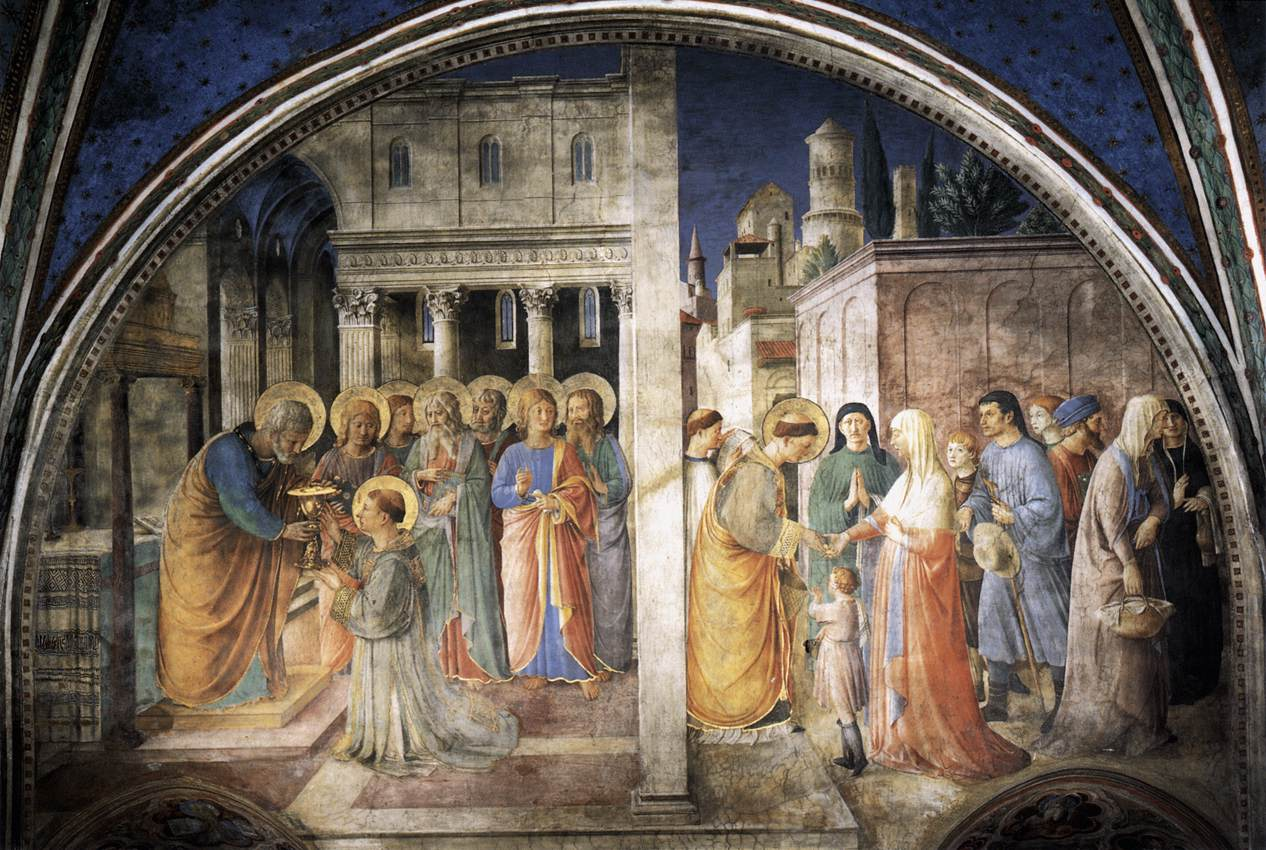
Petrus wijdt de zeven diakens, beginnend bij Stefanus, die (rechts) aalmoezen uitdeelt — Fresco van Fra Angelico in de Cappella Niccolina van het Vaticaan (Rome)

De zeven diakens Stefanus, Filippus, Prochorus, Nikanor, Timon, Parmenas en Nikolaüs werden door de twaalf apostelen aangesteld voor meer praktische zaken, met name de gemeenschappelijke maaltijden, om de apostelen te ontlasten. Het waren "zeven wijze mannen die goed bekendstaan en vervuld zijn van de Geest" (Handelingen 6:1-6). In Handelingen worden ze geen diakens genoemd, maar deze aanstelling wordt vaak gezien als de eerste vorm van het latere ambt diaken (Grieks: διακονος, diakonos, "dienaar" - 1 Timoteüs 3:8-13). Ze werden als deel van de zeventig discipelen gezien.
Alle zeven diakens hebben een Griekse naam en waren hellenisten, wat hen van de Aramees-sprekende Hebreeën in de oergemeente onderscheidde. Hun taak was het zorgdragen voor de gemeenschappelijke maaltijd van de gemeente en het ondersteunen van de weduwen uit de groep van Griekssprekende christenen, terwijl de geestelijke leiding van de gemeente voorbehouden bleef aan de twaalf apostelen onder leiding van Petrus. De zeven diakens dienden totdat de vroege kerk Jeruzalem ontvluchtte aan het begin van de Joodse Oorlog in 66 n.Chr.